# Миодраг Мишко Петровић
Миодраг Мишко Петровић (1946) српски је сликар. На својим сликама више од 40 година бави проучавањем и сликањем непоновљивог и божанског женског тела, цртежа, акаварела и графика. До сада је излагао на више од 20 самосталних и преко 300 групних изложби у Србији и иностранству. Члан је УЛУС-а од 1976. године.

## Живот и каријера
Дипломирао је сликарство 1975. године, на Факултету ликовних уметности у Београду у класи професора Стојана Ћелића. Студирао је трећу годину у класи проф. Љубице Сокић.
Члан је УЛУС-а од 1976. године, а од 2003. до 2007. године, био је председник УЛУС-а. Живи и ствара у Београду.

## Ликовно стваралаштво
У раним стваралачким годинама колористичка констелација Миодрага Мишка Петровића нагиње ка сфуматозном пастелу, потом боја видно ојачава, до крешенда, но, никад не прелазећи границу ка сировој. Колоритска бравура је увек у складу са високим мајсторством генуиног цртача, тако да је логика слике подвучена стабилном композицијом, у којој, ипак, све ври од динамичног сучељавања појединих деоница.
Ликовно ствралаштво Мишка Петровића, прожето је циклусимаа различитих тематика, у којима градња мотива донекле алудира на поредак мозаичких тесера, са крајњим ефектом из подручја својеврсног оп арта у вазарелијевском духу. Међутим, Петровићевев оп арт никада није избрисао реалну представу, већ је послужио као структурна слика њене „поткожне”, унутрашње грађе, којом је недвосмислено означио сопствени медитативни поступак.
Претачући у слику, свој сопстбвени жанр, Петровић, веома видно, скоро опипљиво уткива у своја ликовна дела истраживачки жар, виспрену мисао, богато искуство, смисао за хумор, животну радост и љубав. Иако сложеног ткива, свака његова слика, представљала она аутопортрет, портрет, жанр сцену, предео, мртву природу или акт, одзвања хармонијом ауторовог бића – од почетка стварања до данас.

## Изложбе
Самостално је излагао у:
- Новом Саду (1980, 1998),
- Београду (1981, 1991, 1998, 2006, 2012, 2012. 2014, 2016, 2018, 2020[5]),
- Лесковцу (1985),
- Земуну (2008, 2009),
- Подгорици (2000),
- Котору (2000),
- Чачку (2007),
- Опову (2007),
- Темерину (2010),
- Нишу (2018).

На колективним изложбама излагао је своја дела на преко 300 изложби у Србији и иностранству.

## Признања
Његови радови се налазе у колекцијама:
Србија
- Београд — Музеј града Београда, Музеј савремене уметности у Београду, Југословенска привредна комора, Позоришта Атеље 212, Дом Војске Србије,
- Горњи Милановац — Музеја Горњег Милановца,
- Зрењанин — Галерија акварела у Зрењанину,
- Приватним колекцијама у Србији

Иностранство
- Галерије савремене уметности Црне Горе,
- Хотели Панорама у Бечићима и Мимоза у Тивту
- Галеријама у Сакараменту, Лос Анђелесу, Њујорку, Ванкуверу, Лондонау, Паризу, Будимпешти, Хореу (главном граду острва Самотрак) Новом Зеланду и Аустралији.